# Official Charts Company
Az Official Charts Company, (korábban Chart Information Network (CIN) és The Official UK Charts Company) egy brit szervezet, amely slágerlisták összeállításával foglalkozik különböző európai régiókban.
Az Egyesült Királyságban van slágerlistája a kislemezeknek, albumoknak és filmeknek. Az adatokat letöltésekből, megvásárolt példányokból és streamingből állítják össze. Az OCC adatai szerint a kislemezpiac 99%-át és az albumpiac 95%-át fedi le.
Az OCC-t a Brit Hanglemezgyártók Szövetsége és az Entertainment Retailers Association működteti. 1994 óta a CIN és az OCC állítja össze a hivatalos slágerlistákat, amely időpontig több különböző cégek végezték a feladatot. 1969 és 1983 között a British Market Research Bureau, majd a Gallup. Az NME 1952 óta készítette saját listáit, amely ma már az OCC alá tartozik.

## Európai slágerlisták
2017-ben az OCC aláírt egy öt éves szerződést az IRMA-val, amely óta a brit szervezet állítja össze az Ír slágerlistákat.
2020 decemberében az OCC bejelentette, hogy átveszi a GfK-tól a francia slágerlisták összeállításának feladatát a SNEP/SCPP-nek 2021. január 1-től.

## Slágerlisták
Az OCC hivatalos weboldalának adatai alapján.

### Brit listák
- Kislemezlista
- Albumlista
- Válogatásalbum-lista
- Dancelista
- Black music lista
- Rock & alternatív lista
- Country/roots lista
- Filmlista
- DVD & Blu-Ray lista
- Streaming lista
- Lemezlista
- Afrobeatslista
- Keresztény és gospel lista
- Klasszikus zenei listák
  - Klasszikus zenei lista
  - Klasszikus válogatáslista
  - Klasszikus kislemezlista
  - Scala kislemezlista
  - Specialist klasszikus albumlista
- Jazz és blues albumlista

### További listák
- Ír slágerlisták
  - Ír kislemezlista
  - Ír albumlista
  - Ír válogatásalbum-lista
  - Irish Homegrown Top 20
  - Ír videólista
- Év végi listák
  - Kislemezlista
  - Albumlista
  - Videólista
- Ázsiai lista
- Punjabi lista